# Me P.1101

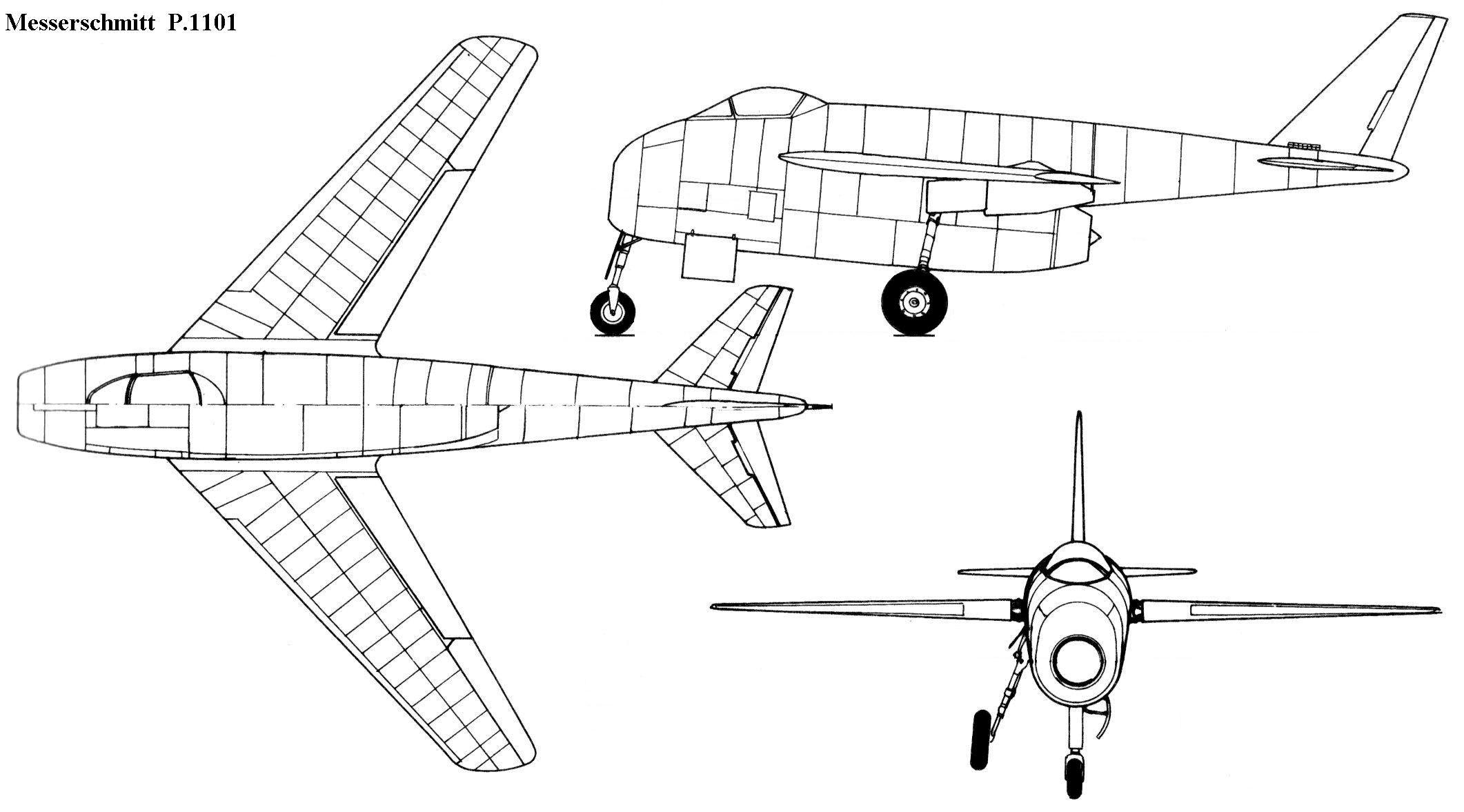
Messerschmitt P.1101

A Messerschmitt P.1101, egy együléses, egyhajtóműves vadászgép volt a válasz az 1944. júliusi Védelmi Vadászgép Programra. E program a második generációs sugárhajtóműves vadászgépek kifejlesztésére keresett megoldást a Harmadik Birodalom számára. Egyik legjellegzetesebb tulajdonsága az a fejlesztés volt, amely a P.1101 prototípust alkalmassá tette a szárnynyilazás állásszögének repülés előtti fokozatos megváltoztatására. Ez a fejlesztés meghatározó volt a későbbi változtatható szárnynyilazású repülőgépek kifejlesztésénél, úgy mint a MiG–23, Bell X–5, vagy a  F–111, és az F–14 Tomcat esetében.

## Tervezés és fejlesztés
A Messerschmitt tervező iroda mindössze 9 nap alatt készített el egy előzetes papír-tervet az 1944. július 15-ei Védelmi Vadászgép-re kiírt pályázat tervezői előírásainak figyelembevételével. A terv neve: Me P.1101 volt.
A repülőgép egy rövid és széles-törzsű, háromkerekű futóművel ellátott, középszárnyas gép lett. A repülő szárnyainak nyilazása 40 fokos volt, de ezt a földön 26 fokot felölelő tartományban ki lehetett téríteni, így 35, illetve 45 fokos szárnynyilazást is be lehetett állítani a repülés megkezdése előtt.
A He S 011 sugárhajtómű került beépítésre az egyhajtóműves felépítményű törzsbe.
1944 augusztusára a papírtervből egy ügyesen megvalósított repülőgép kezdett formát ölteni. Meghosszabbították és pontosították a törzset. Kúp alakú formatervet kapott a pilótafülke. A szárnyak kettős nyilazását elhagyták azzal, hogy korábbi Messerschmitt tervekből átvették és a Me P.1101 terveibe belefoglalták a Me 262 vezérsíkját is. A terveket később további fejlesztések követték. A szárnyakat valamint a törzsprofilt számos szélcsatornás kísérletnek vetették alá. Ezek eredményei alapján a terveket újra átdolgozták. A módosítások után a tervezési fázist befejezettnek nyilvánították. Ennek eredményeként egy gyártásra kész, alapos és mindenre kiterjedően tesztelt repülőgép jött létre. A tervezőiroda 1944 november 10-én befejezettnek tekintette a munkát és 1944 december 4-én nekifogtak a gép gyártásához szükséges anyagok kiválasztásához.

### Prototípus gyártása
A legrosszabb háborús körülmények között, de elkezdődött a prototípus elkészítése. Ezzel párhuzamosan elvégezték a szobajöhető alkatrész-alapanyagok kiválasztását. Ennek ismeretében statisztikai számításokat végeztek a gyártás alapanyagigényének megállapításához: úgy mint szárnyak, törzs, futómű és avionika. Mind a 35, mind a 45 fokos állású szárnyilazását szándékukban állt kipróbálni. Kezdetét vette a V1 nevű prototípus gyártása. Az első repülést 1945 júniusára tervezték a Messerschmitt bajorországi, oberammergaui komplexumában.
A P.1101 V1 prototípus dúralumínium törzset kapott, valamint megtartották az Me 262 vezérsíkját. Ahogy korábban is tervezték, a szárny 30, 40, és 45 fokban állítható lett, megnyitva ezzel a variaszárnyú repülőgépek tervezése és kifejlesztése felé vezető rögös utat. A futómű a törzsbe húzódott vissza, és a pilótafülke lekerekített formatervet kapott. Ezáltal jobb körkörös kilátás nyílt annál, mint amit az eredeti követelménylista előírt. A prototípust Jumo 004B sugárhajtóművel egészítették ki, mely könnyen helyettesíthető volt a sokkal erősebb HeS 011 hajtóművel. A repülőgép erősen páncélozott és -korához képest kiemelkedően forradalmi újításként- túlnyomásos pilótakabint kapott .

### A háború után
Az amerikai gyalogos egységek 1945. április 29-én fedezték fel az Oberammergau-i komplexumot. Ekkorra a V1 prototípusa hozzávetőlegesen 80%-ban már elkészült. A gépet, ami eredetileg a közeli alagútban volt elrejtve, lefoglalták és az összes dokumentumot elkobozták. A Messerschmitt főtervezőmérnöke, Woldemar Voight valamint Robert J. Woods a Bell Aircraft-tól azért lobbizott, hogy a P.1101 V1 1945 júniusáig készüljön el, de ez meghiúsult néhány kritikus dokumentum elpusztulása miatt.[forrás?]
A prototípust végül átszállították a Bell Aircraft Művekbe Buffaloba 1948-ban. A szállításkor a repülőgép összetört. A törött Me P.1101 V1 repülőgép még ép alkatrészeinek egy részét a Bell felhasználta a Bell X–5 repülőgép-prototípus építésekor annak alapjául.  Ez lett az első repülőgép, melynek a szárnynyilazása nem csak a földön, de repülés közben is változtatható volt, és külsőre lényegében megegyezett a Messerschmitt P.1101 V1-gyel (már csak a felhasznált alkatrészek miatt is). Az 1950-es években a P.1101 maradványait szétszerelték.